# ラトビア空軍
ラトビア空軍（ラトビアくうぐん、ラトビア語: Latvijas Gaisa spēki）は、ラトビア国軍の航空部門である。
最初の空軍（AF）部隊は1992年に創設された。ラトビア空軍は空戦能力を持たないため、ラトビア領空の防衛はNATOによって維持されており、4カ月ごとに4機の航空機をリトアニアに派遣している（北大西洋条約機構によるバルト三国の領空警備を参照）。

## 歴史

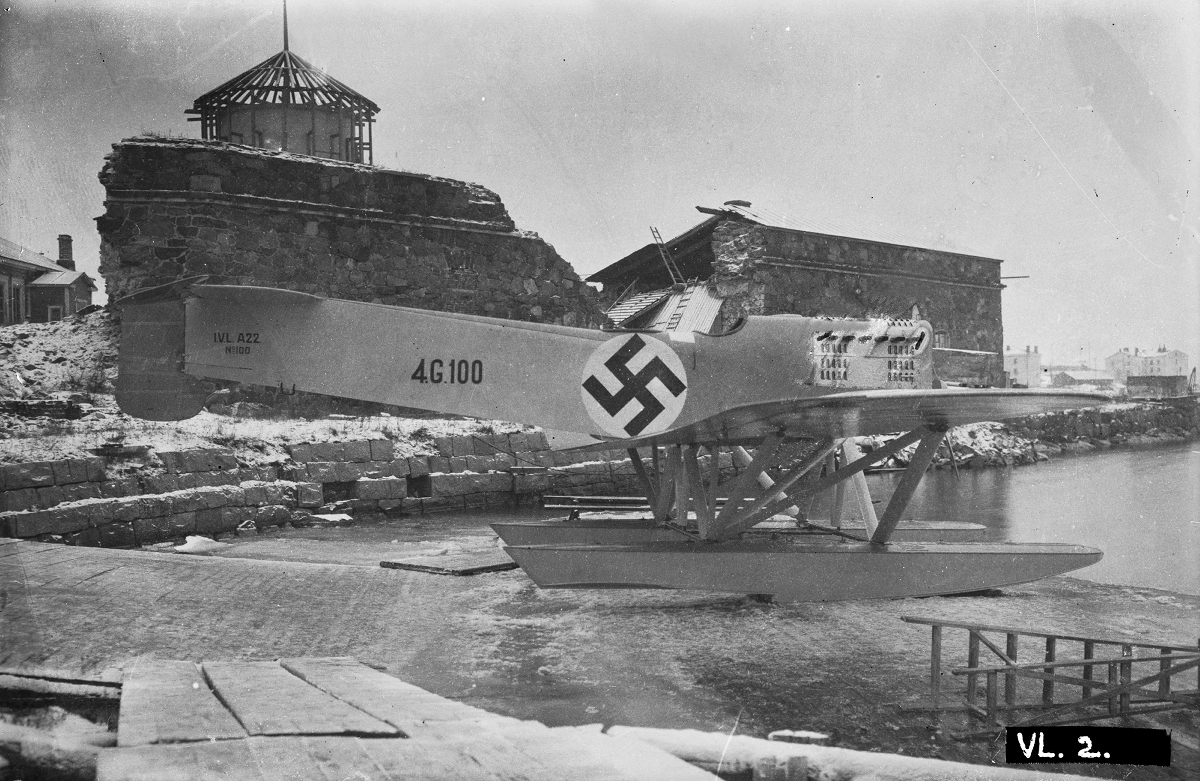
ラトビア「IVL A.22 ハンザ」

### 1919–1940
ラトビア空軍はラトビア独立戦争中に初めて創設された。 1919年6月7日、Alfrēds Valleika中尉が指揮する航空団が結成された。 最初の航空機はドイツ軍から接収した旧ボリシェヴィキのニューポール 24とソッピース1½ストラッターであった。 彼らは1919年8月5日に初飛行し、1919年8月26日に最初の爆撃任務を行った。9月からは、3機の航空機を保有し、ドイツ軍と白軍との戦いに参加した。さらに7～8機の航空機が露独軍の敗北後に接収・修理され、 1919年12月にはイギリスから7機のソッピース キャメルと3機のソッピース 1½ストラッターを受け取った。独立戦争中、ラトビア空軍は69回の任務を遂行した。その後の数年間でさらに多くの航空機が追加され、航空グループは1926年に航空連隊に改名された。 ラトビア海軍航空隊の偉業は、1936年に3機のフェアリー・シール・フロートプレーンによってイギリスまで往復6000kmを飛行したことである。
1939年、航空連隊は、24機のグロスター・グラディエーターと6機のブリストル・ブルドッグで武装した3つの戦闘機飛行隊（第4飛行隊は編成中）、最大12機のレトフŠ-16LS、2機のホーカー・ハインド、10機のスタンペSV.5Sで武装した3つの偵察飛行隊、4機のフェアリー・シールと他の2機で武装した海軍偵察飛行隊で構成されていた、 1939年、ラトビアはイギリスのホーカー・ハリケーン戦闘機30機を発注し、代金を支払ったが、ラトビアが占領されたため、引き渡されることはなかった。
アイズサルギ所属の、主に軽飛行機による航空連隊もソ連占領まで空軍と並行して存在した。複葉機に加えて、VEF工場で現地生産された飛行機、例えば1938年には少なくとも4機のI-12練習機を購入した。
1940年、ソ連によるラトビア占領後、航空連隊とラトビア軍は解散した。

### 1992年 -
ソビエト連邦崩壊後のラトビア空軍は1992年2月24日にスピルヴェ空港で創設された。 1994年8月、空軍は旧ソ連のリェルヴァーデ空軍基地に移転した。 撤退するソ連空軍はラトビアに航空機を残さなかったため、空軍が最初に運用した航空機は、1992年に民間航空局から受領した4機のポーランド製PZL Mi-2Uであった。これらに加え、1993年にドイツから寄贈された2機のLet L-410UVPが運用されたが、1機は1995年にリエルヴァルデでの事故で失われた。元DOSAAFのストックから6機のPZL-104 Wilga-35A練習機が、1993年以降ラトビア国家警備隊の航空部門で主に使用された。 同様に、同部門は約20機のLET L-13 Blaník、3機のSZD-48-3 Jantar Standard 3、3機のLAK-12グライダーを取得した。
21世紀に入り、より重量のある新型のMi-8MTV hipヘリコプターが2機購入された。 両ヘリコプターは捜索救助用装備を備えているが、部隊の輸送、避難、特殊部隊の支援にも使用されている。 2000年、国家警備隊の航空部門は空軍に統合された。
2018年7月、ラトビア国防省が捜索救助、避難、消火活動を行うために4機のヘリコプターを購入する計画であると報じられた。2018年8月3日、米国務省は、ラトビアへのUH-60Mブラックホークヘリコプター4機の対外軍事販売を承認したというニュースリリースを発表した。2018年9月11日、ラトビア政府は米国とのUH-60Mヘリコプター4機の取得に関する政府間協定を締結した。最初の納入は2022年末に行われる予定である。
2020年5月、ラトビア国防省は4機のAn-2のうち3機を改修する計画を発表した。2016年に全面改修された1機がすでに使用されている。  2機目の改修されたAn-2は2020年8月に受領され、3機目は2021年12月に受領され、4機目のAn-2は2年以内に近代化される予定である。2021年9月、空軍は2022年と2023年に納入が予定されている、国産の超軽量機ペレグリン・タラゴン2機の購入契約を締結した。
2022年、ロシアによるウクライナ侵攻を受けて、ラトビアはウクライナに2機のMi-8MTV-1 、 2機のMi-2、2機のMi-17を寄贈した。
解放された資金により、国防省はMD 530F Cayuse Warrior軽ヘリコプター4機を購入した。納入予定は2026年から2027年の間である。

## 任務
ラトビア空軍はラトビア領空の監視、管制、防衛を行い、ラトビア陸軍に防空支援を行い、バルト海、リガ湾、陸上での捜索救助活動に参加している。 また、NAFの兵士や貨物の輸送、ラトビア大統領をはじめとするラトビア国内外の高官のラトビア訪問時の輸送も行っている。 空軍機はまた、他のNAF部隊やラトビア内務省、危機医療センターも支援している。 また、レーダーによる領空監視を実施している。
空軍の発展にとっての優先事項のひとつは、NATO防空システムへの統合である。 防空装備の近代化と要員の訓練は、この目的を念頭に置いて実施されている。 空域監視システムの強化、捜索救助ヘリコプターの細分化、要員の訓練も、この優先事項に含まれている。空軍のヘリコプターは、災害医療センターと協力して、重篤な患者、事故による負傷者、交通事故による負傷者を地方からリガの病院に搬送している。
リェルヴァーデ空軍基地の開発により、空軍部隊の集中化と効率的な指揮統制が確立され、その結果、空軍の維持費が削減されている。
空軍の主な任務は以下のとおりである
- 国家の空域の管理と防衛を規定する。
- 部隊の戦闘および動員準備態勢を整える。
- 人や物の捜索救難活動に参加する。
- 航空輸送任務及び防空任務。

## 組織
- 空軍本部(リエルヴァーデ空軍基地所在)
  - リエルヴァーデ空軍基地所在の航空隊
    - 飛行隊のスタッフ
    - ヘリコプター部隊 (UH-60 ブラックホーク)
    - 輸送機部隊 (An-2)
    - 訓練部門
    - 救難部門 (UH-60 ブラックホーク)
    - 航空機整備部門

  - 航空偵察飛行隊(リェルヴァーデ空軍基地所在)[29]
    - 航空作戦センター(リエルヴァルデ空軍基地所在)、リトアニアのカルメイラヴァにあるバルト海航空監視ネットワーク（英語版）の地域空域監視調整センターに報告する。
    - 第1無線技術（レーダー）標識、(リエルヴァーデ空軍基地所在)、AN/TPS-117装備
    - 第2無線技術（レーダー）標識(アウドリニ（英語版）所在)、AN/TPS-117を装備
    - 第3無線技術（レーダー）標識(ヴェンツピルス所在) AN/TPS-117を装備。
    - 移動式レーダー部門、AN/TPS-117 MRR
    - 信号部門
    - エンジニア部門
    - 警備小隊

  - 防空部門(リエルヴァルデ空軍基地所在)
    - スタッフ、補給部隊
    - 第1防空砲台[注釈 1]（PS-70（英語版）（別名キリン40）、RBS70ミサイルシステム装備）
    - 第2防空砲台（PS-70レーダー、RBS70ミサイルシステム装備）
    - 第3防空砲台レーダー（PS-70レーダー、RBS70ミサイルシステム装備）。

  - 信号飛行支援課(リエルヴァルデ空軍基地所在)
  - 空軍訓練センター(リエルヴァルデ空軍基地所在)

## 装備
航空機
- An-2コルト 輸送機×4機[30]

ヘリコプター
- Mi-17ヒップH 汎用ヘリ×2機[30]

対空火器
- FIM-92スティンガー 地対空ミサイル[30]
- RBS-70 地対空ミサイル[30]
- ボフォースL/70 40mm高射機関砲×24門[30]